# Novillos
Novillos (també conegut com a Poblado de los Novillos) és una entitat de població de l'Uruguai, al centre del departament de Tacuarembó. A 107 metres sobre el nivell del mar té una població aproximada de 722 habitants.